# 카르노사이클
카르노사이클(Carnot cycle) 또는 카르노순환은 프랑스의 과학자 니콜라 레오나르 사디 카르노가 1824년 제안하고 1830년대와 1840년대에 다른 사람들에 의해 확장된 개념적 열역학순환이다. 카르노정리에 따르면 열이 일로 전환되거나 그 반대로 전환되는 동안에는 고전적인 모든 열기관의 효율에는 상한이 있다. 이는 냉장 시스템이 온도차를 만들어내는 것과 관련이 있다.

## 같이 보기
- 카르노 기관
- 가역과정